# Crown Kocher

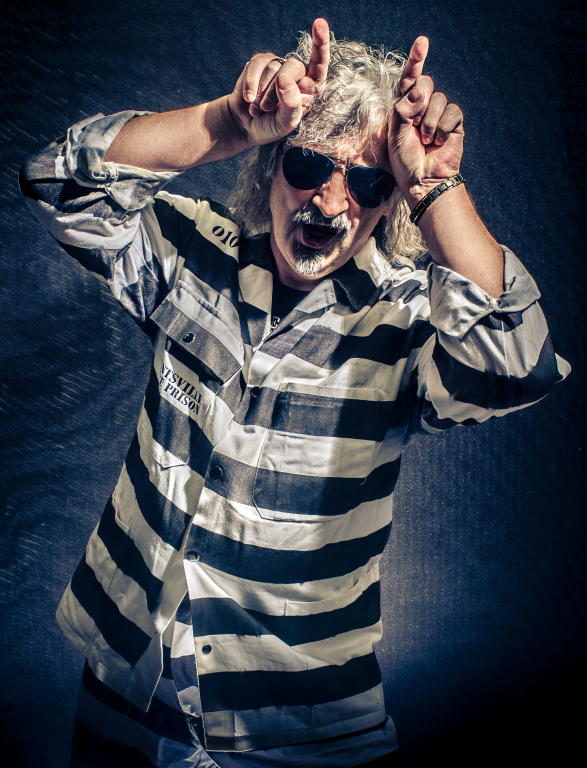
Das unverwechselbare Markenzeichen von Crown Kocher ist seine Sträflingskleidung als Bühnenoutfit

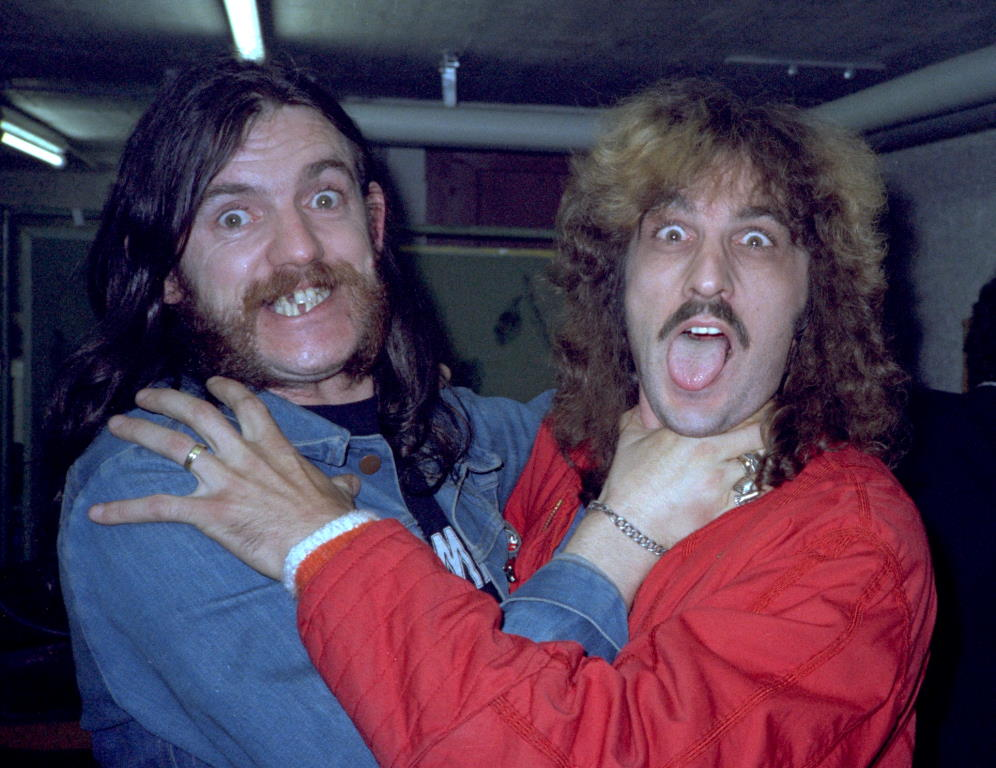
Lemmy Kilmister (Motörhead) und Crown Kocher (Killer) an der Deutschland Tour 1982

Crown Kocher, eigentlich Edgar Kocher (* 1. Juli 1952), ist ein Schweizer Gitarrist, Songwriter, Musik- und Videoproduzent sowie Grafiker und Webdesigner.
Er ist Gitarrist der Solothurner Rockband Kaktus und Gründungsmitglied sowie Mastermind von Killer, einer Schweizer Hardrockband.

## Biografie

### Karriere als Musiker
Crown Kocher begann seine Musikerkarriere 1969 zuerst als Roadie bei der Solothurner Rockband Kaktus, bei der er für die Ausrüstung des späteren Krokus Gitarristen Thomy Kiefer zuständig war. Anstelle von Bezahlung für seine Dienstleistungen erhielt er von Kiefer gratis Gitarrenstunden und wurde in der Folge von diesem Musiker und seinem bluesigen Gitarrenspiel beeinflusst. Als sich 1975 eine weitere Kaktus Formation auflöste formierte Schlagzeuger Duco Aeschbach mit ihm, Bassist und Sänger Markus Brönnimann und Keyboarder Fredy Lysser das neue Line-Up. Nach drei veröffentlichten Singles, darunter der Beinahe-Hit mit dem skurrilen Namen «Bombe-Multi-Spitze-Super-Irre-Wahnsinns-Hit» von 1977 löste sich diese Formation auf.
Nach dem Split gründete Gitarrist Crown Kocher mit Markus Brönnimann, der ab diesem Zeitpunkt unter dem Künstlernamen Mark Broman auftrat und dem Nachwuchsdrummer Ali Allemann die neuen Schweizer Rockband Killer. Chris von Rohr war massgeblich an dieser neuen Formation beteiligt, denn er steuerte die beiden Nachwuchsmusiker Many Maurer und Beat Kofmehl bei.
Bei den Vorbereitungen zum dritten Killer-Album 1983 traten plötzlich Meinungsverschiedenheiten innerhalb der Bandmitglieder auf. Da Crown Kocher mit dem stilistischen Kurswechsel nicht einverstanden war, musste er die Band verlassen. Jann van Crow ersetzte ihn an der Leadgitarre und Dany Crivelli übernahm den Drummer-Job, nachdem Ali Allemann zu Gunsten einer Berufskarriere die Band ebenfalls verliess.

### Intermezzo als Videoproduzent
Mit Duco Aeschbach begann Crown VHS-Videos zu drehen. Mit ihren humorvoll verfilmten Sketches gewannen sie 1984 an den Schweiz. Videotagen in Bern den Sonderpreis der Jury und ein Jahr später am Videofestival von Lugano den ersten Preis für das beste Musikvideo.

## Diskografie
mit der Band Kaktus als Gitarrist
- 1976 Bünzlischwiizerhuus (Single)
- 1977 Bombe-Multi-Spitze-Super-Irre-Wahnsinns-Hit (Single)
- 1978 Drink and sing about (Single)
- 2001 Kaktus Singles 1976-78 (Compilation)
- 2008 Rocking Blood (Album)
- 2012 No time to die (Album)

mit der Band Killer als Gitarrist
- 1980 Crazy Daisy (Single)
- 1981 Ladykiller (Album)
- 1982 Thriller (Album)
- 1982 Midnight Highway Rider (Single)
- 1982 Ladykiller (Single)
- 1982 Take me, break me, shake me (Single)
- 2017 Pure Dynamite (Maxi-CD)

mit der Band Pure Dynamite als Gitarrist
- 1996 That’s Röck ’n Röll (Maxi-CD)